# Большая рифовая авдотка
Большая рифовая авдотка (лат. Esacus recurvirostris) — вид ржанкообразных птиц семейства авдотковых.
Вид распространён в Южной и Юго-Восточной Азии. Встречается на юге Ирана, в Пакистане, Индии, Шри-Ланке, Непале, Бутане, Бангладеш (редко), Мьянме, Таиланде, Лаосе, Камбодже, Вьетнаме и на юге Китая (включая остров Хайнань).
Птица длиной 49—55 см. Имеет большой острый клюв длиной 7 см. Верхняя часть тела серо-коричневого цвета, нижняя — беловатая. Лицо имеет выразительный чёрно-белый узор. Клюв чёрный, у основания жёлтый. Глаза ярко-жёлтые, ноги зеленовато-жёлтые.
Встречается на морском побережье, берегах рек, озёр. Активна ночью. Питается насекомыми, крабами и мелкими позвоночными. Гнездо обустраивает на земле. В кладке одно яйцо.